# Berberis cabrerae
Berberis cabrerae là một loài thực vật có hoa trong họ Hoàng mộc. Loài này được Job mô tả khoa học đầu tiên năm 1942.